# Chulpi Tostado (banda)
Chulpi Tostado es una banda de punk rock y ska formada en 2002 Quito, Ecuador.

## Trayectoria
En 2005 la agrupación editó su primer álbum, Hecho en Casa. El mismo año debutó en el Quito Fest, junto a las agrupaciones locales Tanque, Cacería de Lagartos, Los Zuchos del Vado y Cártel de Santa de México.
En 2007 la banda continuó con No somos los mismos de ayer, debutando al año siguiente en el Festival FFF de Ambato. Tras la salida temporal de Francisco Corredores, la banda editó su tercer disco, 2850 en 2011. Nuevamente con la alineación completa, Chulpi Tostado presentó La vida es hoy en 2019.
En 2023 Chulpi Tostado participó del FemRock Ecuador, junto a las agrupaciones Metamorfosis, CRY, Ente y Enemigo Público. En 2025 editó su última producción, Baila.  

## Integrantes
- Francisco Corredores (voz)
- Jonathan Andrade (guitarra)
- Guillermo Guerra (bajo)
- Esteban De la Torre (batería)

## Discografía
- Hecho en Casa (2005)
- No somos los mismos de ayer (2007)
- 2850 (2011)
- La vida es hoy (2019)
- Baila (2025)